# Ivașcenkî, Mirhorod
Ivașcenkî (în ucraineană Іващенки) este un sat în comuna Polîveane din raionul Mirhorod, regiunea Poltava, Ucraina.

## Demografie
Componența lingvistică a localității Ivașcenkî
     Ucraineană (97,59%)
     Rusă (2,41%)
Conform recensământului din 2001, majoritatea populației localității Ivașcenkî era vorbitoare de ucraineană (97,59%), existând în minoritate și vorbitori de rusă (2,41%).